# Domnall Mór Ua Briain
Domnall Mór Ua Briain, o Domnall Mór mac Toirrdelbaig Uí Briain, fue rey de Thomond en Irlanda de 1168 a 1194 y pretendiente al título de Rey de Munster. Aparece mencionado también como Rey de Limerick, título que pertenece a la dinastía O'Brien desde la anexión de la ciudad nórdica por Brian Boruen el siglo X.

## Historia
Domnall Mór ("Donall El Grande"), un retataranieto de Brian Boru, fue el tercer hijo de Tairdelbhach de Munster, que reinó entre 1142 y 1167. Ascendió al trono en 1168 después de la muerte de su hermano, Muirchertach, que había sucedido a su padre como rey. Muirchertach fue asesinado a instancias de su primo Conchobar mac Muirchertach Ua Briain. Su otro hermano Brian de Slieve Florece fue cegado en 1169. El mismo año, Domnall entró en conflicto con el Rey Supremo de Irlanda, Ruaidrí Ua Conchobair y fue obligado a pagarle un tributo de 300 vacas.
En 1171, se sometió a Enrique II de Inglaterra en Cashel, pero continuó luchando exitosamente contra las invasiones normandas en el suroeste de Irlanda durante muchos años. En 1175, habiendo derrotado a los Cambro-Normandos en la Batalla de Thurles,  consolidó su poder cegando a dos de sus primos, Dermot mac Taig Ua Briain y Mathgamain mac Toirdhelbeach Ua Briain, en Limerick. Sin embargo, fue expulsado de Thomond por Ua Conchobair, el Rey Supremo, ese mismo año. En 1176, expulsó a los Normandos de Limerick y en 1178 finalmente se deshizo de los Uí Fidgenti (AI), los antiguos gobernantes de la zona de Limerick.

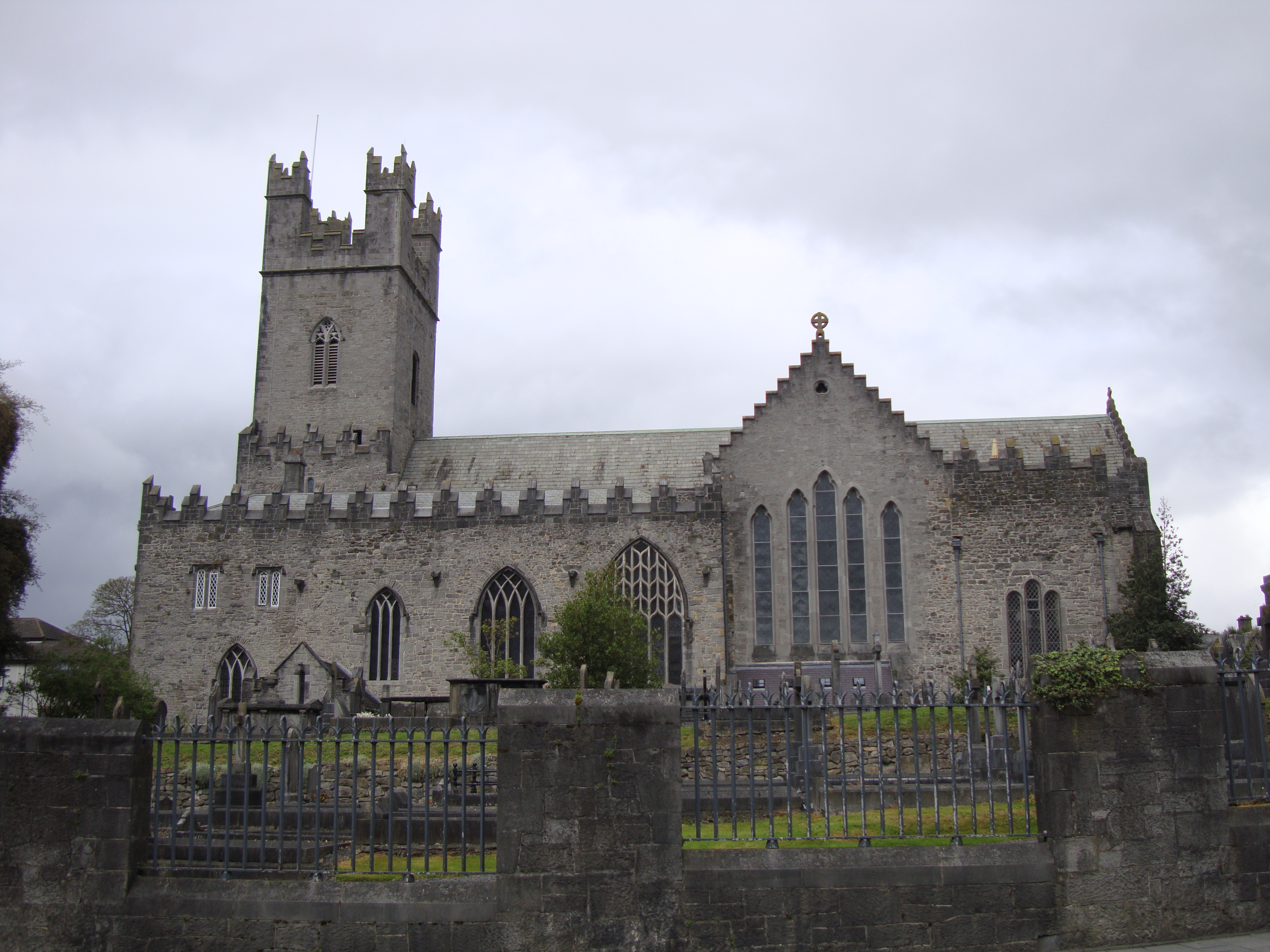
La Catedral de Mary Santa Virgen Bendita, Limerick, fundado por Donall O'Brien y también dónde está enterrado.

En 1184, parte de sus tierras fueron enfeudadas a Philip de Braose, Lord Diputado de Irlanda. Apoyado por Robert FitzStephen y Miles de Cogan, el Lord Diputado partió para tomar posesión de Limerick, pero finalmente retrocedió en pánico. En 1185 cuando el Príncipe Juan de Inglaterra intervino en Irlanda, Domnall Mór derrotó nuevamente a los normandos mientras Juan saqueaba a lo largo del valle del Río Suir. El mismo año también cegó al último hermano Dermot. En 1188,  ayudó a los hombres de Connacht bajo Conchobar Maenmaige Ua Conchobair a vencer a Jean de Courcy en los montes Curlew. En 1193, los Normandos devastaron Clare en represalia y saquearon las posesiones de Domnall en Ossory.
Estableció la Abadía de la Santa Cruz en 1180 y la de Kilcooly en 1184, ambas bajo la orden del Cister.
Según los Anales de Ulster, fue el último rey de Munster, muriendo en 1194. Está enterrado en el ábside de la catedral de Santa María de Limerick, iglesia organizada por él.  Su tumba está cubierta con un sepulcro de piedra esculpido cerca del altar principal de la iglesia.

## Familia
Domnall Mor se casó con Orlacan, hija de Diarmait Mac Murchada y Mór Ní Tuathail. Dejó varios hijos que lucharon entre ellos y con su primo Muichertach, hijo de Brian de Slieve Bloom, por la sucesión en Thomond. 
- Muirchertach Finn (Rey de Thomond, 1194-1198, restaurado 1202 o 1203-1208 o 1210, cegado 1208 o 1210, murió 1239)
- Conchobar Ruadh (Rey de Thomond, 1198-1202 o 1203, asesinado en 1202 o 1203)
- Donnchadh Cairprech (Rey de Thomond, 1208 o 1210–1242)
- Una hija desconocida, que se casó conRichard Mór de Burgh, Barón de Connaught